# Érythrée aux Jeux paralympiques d'été de 2024
L'Érythrée  participe aux Jeux paralympiques de 2024 à Paris, en France du 28 août au 8 septembre 2024. Il s'agit de sa 1re participation à des Jeux paralympiques.

## Résultats

### Athlétisme
| Athlètes                   | Épreuve     | Série | Série | Demi-finales | Demi-finales | Finale | Finale |
| Athlètes                   | Épreuve     | Temps | Rang  | Temps        | Rang         | Temps  | Rang   |
| -------------------------- | ----------- | ----- | ----- | ------------ | ------------ | ------ | ------ |
| Sibhatu Kesete Weldemariam | 1 500 m T54 |       | e     |              | e            |        | e      |